# Acanthocercus atricollis
Acanthocercus atricollis conocido como agama de cuello negro o agama de cabeza azul, es un saurópsido del suborden de los lacertilios de la familia de los agámidos. Se distribuye en África.

## Descripción
Tienen un tamaño aproximado de 20 a 35 cm. de longitud y un cuerpo lleno de escamas espinosas. La coloración de las hembras y de los juveniles es de color liquen. Los machos son más grandes que las hembras. Su cabeza es azul en época de cría, días soleados y cuando se alimentan. Cuando mantienen la boca abierta, significa un comportamiento anemazante. Su alimentación se basa principalmente en insectos. En el verano ponen entre 4 y 14 huevos en un hoyo en la tierra.

## Distribución
Se distribuye en África en: Angola, Etiopía, Botsuana República Democrática del Congo, Kenia, Malaui, Mozambique, Namibia, Somalia, Sudáfrica, Sudán, Sudán del Sur, Tanzania, Uganda, Zambia y Zimbabue.

## Hábitat
Se encuentran en diversos hábitats, desde bosques de sabana hasta en áreas urbanizadas. Viven en colonias con un macho dominante, junto con otras hembras y machos subordinados.

## Subespecies
Acanthocercus atricollis tiene las siguientes subespecies:
- A. atricollis atricollis (Smith, 1849)
- A. atricollis gregorii (Günther, 1894)
- A. atricollis kiwuensis (Klausewitz, 1957)
- A. atricollis loveridgei (Klausewitz, 1957)
- A. atricollis minutus (Klausewitz, 1957)
- A. atricollis ugandaensis (Klausewitz, 1957)